# LEB G 3/3 2 et 5
Les locomotives G 3/3 no 2 et no 5 sont des locomotives à vapeur identiques de la compagnie du chemin de fer Lausanne-Échallens-Bercher (LEB). La no 5 dont le nom de baptême est Bercher a été préservée et circule sur la ligne du chemin de fer-musée Blonay-Chamby (BC). 

## Histoire

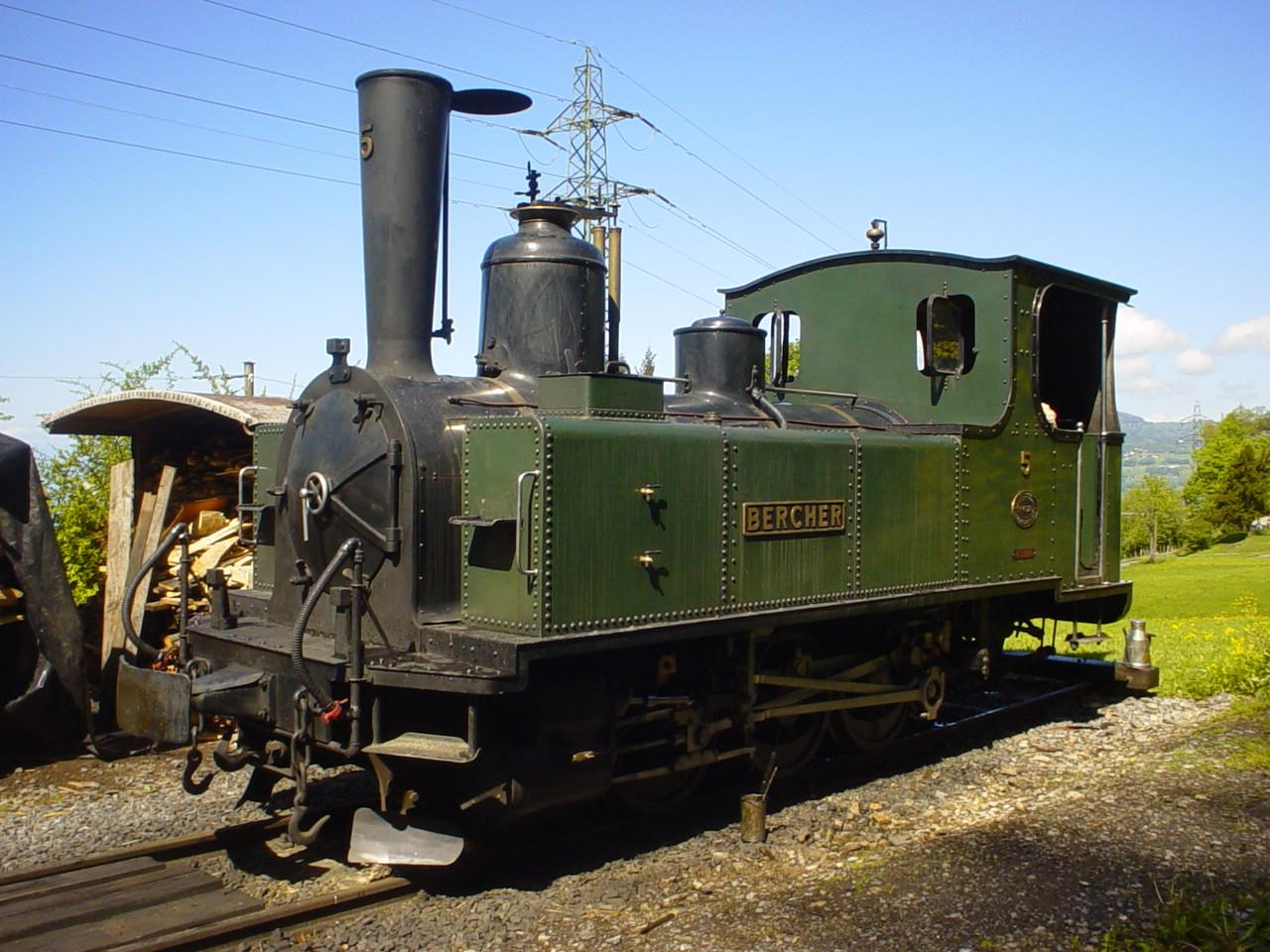
LEB G 3/3 Bercher au Chamby-Musée (Chaulin) 2003

Les deux locomotives sont construites en 1888 et 1890 par la société alsacienne de construction mécanique (SACM) à Graffenstaden. 
Le no 2 dont le nom de baptême est Échallens a été mise hors service en 1920. La compagnie n'ayant trouvé aucun acheteur, la locomotive est démolie en 1929.
Le no 5 est vendue 1934 à la société Energie Ouest Suisse (EOS) et servira à transporter les matériaux de construction sur le site de la construction du barrage de la Grande-Dixence. 1941 elle sera revendu à l’entreprise de travaux publics Hilti, aujourd'hui Hilti & Jehle, dans le Vorarlberg autrichien. 
En 1973, l'association du chemin de fer-musée Blonay-Chamby fait  acquisition du no 5. Pour les 125 ans de la locomotive, l'association a effectué d'importants travaux de réfection et équipe la locomotive d'une chaudière neuve pour le prix total de 125 000 CHF.

## Caractéristiques
La masse en service est de 20,4 t et la vitesse maximale est de 25 km/h.